# X съезд КПРФ
Десятый отчётно-выборный съезд Коммунистической партии Российской Федерации состоялся 3 июля 2004 года в Москве. Одновременно в результате конфликта в руководстве партии прошёл «альтернативный съезд» противников Геннадия Зюганова. На каждом мероприятии были избраны Центральный комитет и его председатель. В августе Министерство юстиции Российской Федерации признало «альтернативный съезд» нелегитимным, подтвердив полномочия Зюганова.

## Проведение съездов
В 2004 году ряд представителей оппозиции (в частности, Геннадий Семигин) вступили в конфликт с Зюгановым. Секретарь ЦК КПРФ, губернатор Ивановской области Владимир Тихонов заявил о своём несогласии с Зюгановым. 1 июня 2004 года в Москве прошли два XVI Пленума ЦК КПРФ.

### Альтернативный съезд
1 июля состоялся альтернативный съезд, организованный противниками Геннадия Зюганова, который избрал новый состав Центрального комитета, председателя центральной контрольно-ревизионной комиссии Татьяну Астраханкину, первого заместителя председателя ЦК Сергея Потапова. Было объявлено о прекращении полномочий Зюганова, председателем ЦК (лидером партии) был избран Владимир Тихонов. Организаторами альтернативного съезда выступили депутаты: Геннадий Семигин, Елена Драпеко, Виктор Зоркальцев, Александр Шабанов, Леонид Иваненко, Вячеслав Бойко и другие.
Альтернативный съезд прошёл в обстановке секретности, журналистам долгое время не сообщали о месте его проведения. Участники съезда Татьяна Астраханкина и Валентин Кныш заявили, что на их съезде присутствовало 146 членов КПРФ. Позднее выяснилось, что альтернативный съезд проходил на теплоходе.
Позднее всех организаторов исключили из КПРФ, после чего некоторые участники альтернативного съезда присоединились к новообразованным партиям ВКПБ и Патриоты России.

### Съезд сторонников Зюганова
3 июля в киноконцертном зале гостиничного комплекса «Измайлово» начался 10-й отчётно-выборный съезд КПРФ с участием самого Геннадия Зюганова. Группа сторонников Зюганова организовала пикет у здания, держа транспаранты с надписями «Зюганов, КПРФ с тобой» и «Зюганов, спаси Россию». За полчаса до начала съезда в здании было отключено электричество (при этом в соседних зданиях комплекса электричество было), что делегаты расценили как провокацию со стороны противников. Было решено провести съезд в открытом режиме, пригласив журналистов. Докладчики выступали при свете карманных фонариков.
В своём докладе Зюганов выступил с критикой властей и своих противников. Затем выступили Владимир Никитин, Валентин Купцов, Иван Мельников, губернатор Тульской области Василий Стародубцев. В перерыве Зюганов заявил журналистам, что его поддерживает подавляющее большинство из 18 тысяч первичных организаций КПРФ. В итоге съезд, на котором присутствовало 247 из 317 избранных делегатов, выразил поддержку Зюганову, осудив действия его оппонентов, которые были исключены из партии. Также было принято решение о сокращении состава ЦК партии со 155 до 120 человек.

## Реакция
Участники обоих мероприятий направили в Минюст материалы о проведении съездов. Опасаясь фальсификаций, сторонники Зюганова дополнительно к требуемым документам предоставили заявления всех делегатов, присутствовавших на их съезде. В заявлении делегат подтверждал участие в работе съезда в Измайлово и то обстоятельство, что он не участвовал ни в каких других съездах в этот день.

5 июля в интервью «Эхо Москвы» Зюганов заявил, что ему позвонил президент Владимир Путин, который поинтересовался событиями и предложил встретиться. На встрече Зюганов выразил свои жалобы и замечания:
Кстати, сегодня утром позвонил Путин, он узнал из эфира, что происходит. Хотя я считаю, ему службы обязаны своевременно докладывать, что творится в стране и почему крупнейшая партия вынуждена проводить свой съезд впотьмах, это стало новостью на всех мировых телеканалах, я своими глазами это видел. Мы встречались, попросил зайти, я, Кашин, мой зам, и Харитонов Николай Михайлович, член нашей фракции обсудили целый ряд проблем. В том числе и ситуацию, которая складывалась вокруг съезда… Ну, и я выразил свой протест относительно того, что в стране проводятся против крупнейшей партии такие спецоперации.
По словам Зюганова, Путин обещал провести расследование: «Сказал — разберутся. Возмущение тоже, не может не возмущаться нормальный человек».
6 июля партия «Яблоко» выпустила заявление, в котором Григорий Явлинский осудил действия против КПРФ, назвав их «грязными формами чёрного политического PR», «административным куражом и издевательством над миллионами избирателей» .
В августе Министерство юстиции признало «альтернативный съезд» нелегитимным. Как заявил заместитель министра юстиции Евгений Сидоренко, «в ходе проведённой проверки были выявлены факты фальсификации численности делегатов на съезде сторонников Тихонова. Мы пришли к выводу, что кворума на этом съезде не было».